# Israelischer Luftangriff auf einen Krankenwagenkonvoi beim Al-Schifa-Krankenhaus
Am 3. November 2023 führte die israelische Luftwaffe einen Luftangriff auf einen Krankenwagenkonvoi in der Nähe des Al-Schifa-Krankenhauses in Gaza-Stadt durch. Dabei wurden in den überfüllten Straßen 15 Zivilisten getötet und über 60 weitere verletzt.

## Angriff
Am 3. November 2023, während der israelischen Invasion des Gazastreifens und der Belagerung von Gaza-Stadt, traf ein israelischer Luftangriff einen Krankenwagenkonvoi, der vom Al-Schifa-Krankenhaus abfuhr und schwer verletzte Patienten transportierte. Vier der Krankenwagen gehörten zum Gesundheitsministeriums der Hamas im Gazastreifen und einer zum Palästinensischen Roten Halbmond (PRCS). Bei dem Angriff wurden 15 Menschen getötet und mindestens 60 weitere verletzt. Der PRCS erklärte, dass alle 15 Todesopfer Zivilisten waren. Der Luftangriff verursachte zudem Schäden am Krankenhaus selbst.
Die Israelischen Verteidigungsstreitkräfte (IDF) bestätigten, dass sie den Luftangriff durchgeführt hatten, und erklärten, dass bei dem Angriff Hamas-Kämpfer getötet wurden. Einer der Krankenwagen soll laut IDF für den Transport von Hamas-Personal und Waffen genutzt worden sein.
Das Gesundheitsministerium von Gaza wies die Behauptungen über eine militärische Nutzung der Krankenwagen zurück. Human Rights Watch (HRW) erklärte, dass sie „keine Hinweise darauf gefunden haben, dass der Krankenwagen für militärische Zwecke genutzt wurde“. Die Washington Post analysierte die Videos und fand ebenfalls keine Beweise für Waffen oder Personen in Militärkleidung. Human Rights Watch ergänzte, dass nach dem Humanitären Völkerrecht Krankenwagen nicht angegriffen werden dürfen, selbst wenn sie verletzte Kämpfer transportieren, und bezeichnete den Angriff als mögliches Kriegsverbrechen.
Der Angriff wurde von der Weltgesundheitsorganisation verurteilt.

## Hintergrund
Vor dem Angriff und seit Beginn des Krieges hatte Israel laut Angaben des Palästinensischen Roten Halbmonds sieben andere PRCS-Krankenwagen angegriffen und vier ihrer Mitarbeiter getötet.
Das Al-Schifa-Krankenhaus war die größte medizinische Einrichtung im Gazastreifen. Eine Woche vor dem Angriff erklärte die IDF, dass sich im Al-Schifa-Krankenhaus ein "bedeutendes Hamas-Kommando- und Kontrollzentrum" befinde.
Am 16. Oktober 2023 ordnete Israel die Evakuierung aller 21 Spitäler im nördlichen Gazastreifen an. Aufgrund mangelnder Betten im südlichen Gazastreifen und fehlender Transportmöglichkeiten, wie für Neugeborene in Inkubatoren oder Patienten an Beatmungsgeräten, wurden die Evakuierungsanordnungen von der WHO als unmöglich umsetzbar und mögliches „Todesurteil“ für die Patienten bezeichnet.  Dr. Muhammad Abu Salima, der Direktor des Al Shifa-Krankenhauses, sagte es sei „absolut unmöglich“, das Krankenhaus zu evakuieren. „Es gibt keinen Ort in Gaza, der die Anzahl der Patienten in unserer Intensivstation, der Neugeborenen-Intensivstation oder sogar in den Operationssälen aufnehmen kann.“
Am 1. November 2023 wurde angekündigt, dass der Rafah-Grenzübergang für ausländische Staatsangehörige und schwer verletzte Patienten geöffnet werde. Die Hamas schlug vor, verletzte Hamas-Kämpfer als Teil der begrenzten Evakuierungen zu transportieren, was jedoch abgelehnt wurde.
Am 2. November 2023 umzingelte die IDF Gaza-Stadt im Rahmen der Invasion des Gazastreifens.

### Luftangriff
Der israelische Luftangriff erfolgte, als ein Krankenwagenkonvoi mit 15–20 schwer verletzten Patienten vom Al-Schifa-Krankenhaus abfuhr. Der Konvoi war auf dem Weg zum kürzlich wieder geöffneten Rafah-Grenzübergang nach Ägypten und wurde unterwegs mehrmals angegriffen, darunter vor dem Tor des Krankenhauses und am Ansar-Platz. Beim Angriff wurden 15 Menschen getötet und 60 verletzt.
Nach dem Angriff wurden in den sozialen Medien Aufnahmen publiziert, die etwa ein Dutzend Menschen in Blutlachen zeigten, während andere versuchten, den Verletzten zu helfen. Auch ein totes Pferd, das an einen Karren gebunden war, sowie ein blutbespritzter Krankenwagen des Palästinensischen Roten Halbmonds waren zu sehen. Die palästinensischen Gesundheitsbehörden hatten die Abfahrt des Krankenwagenkonvois im Voraus angekündigt. Al-Qudra erklärte: „Wir haben das Rote Kreuz, den Roten Halbmond und die ganze Welt darüber informiert, dass sich die Opfer in diesen Krankenwagen befanden. Es war ein medizinischer Konvoi.“
Das Internationale Komitee vom Roten Kreuz (IKRK) bestätigte gegenüber CNN, dass es um eine Begleitung des Konvois gebeten wurde, jedoch letztlich nicht Teil des Konvois war. Das IKRK fügte hinzu: „Kein Arzt, keine Krankenschwester und kein medizinisches Fachpersonal sollte jemals sterben, während sie Leben retten.“
Der Krankenhausdirektor erklärte, dass die Namen der Verletzten im Krankenwagenkonvoi auf einer Liste autorisierter Evakuierter standen. Das ägyptische Gesundheitsministerium gab an, dass aufgrund des Luftangriffs nur 17 der erwarteten 28 Verletzten am 3. November 2023 nach Ägypten gelangten.
Israel erklärte, dass es nur einen Krankenwagen angegriffen habe, während der Palästinensische Rote Halbmond dies bestritt und angab, dass Israel mehrere Krankenwagen des Konvois angegriffen habe.

### Augenzeugen des Luftangriffs
Abdelsalam Barakat, ein palästinensischer Krankenpfleger, befand sich in einem der Krankenwagen, der Patienten mit Schädel- und Brustfrakturen transportierte. Er berichtete, dass der erste Angriff an einem Kreisverkehr in der Nähe des Krankenhauses stattfand. Dabei wurden in einem der Krankenwagen ein Sanitäter und ein Fahrgast verletzt. Der zweite Angriff ereignete sich am Krankenhaustor, als der Konvoi nach Aufgabe des Versuchs, nach Süden zu fahren, zurückkehrte. Dieser Angriff traf einen Krankenwagen direkt vor Barakats Fahrzeug und tötete einen Sanitäter und weitere Personen in unmittelbarer Nähe. Barakats Fahrzeug fuhr weg zur etwa 1,2 Kilometer entfernten zentralen Krankenwagenstation. Auf dem Weg wurden sie von weiteren Angriffen erschüttert. Letztendlich brachten sie die Patienten zurück zum Al-Schifa-Krankenhaus.
Bisan Owda, eine palästinensische Journalistin, befand sich in der Nähe, als der Angriff geschah. Sie schilderte der BBC, dass Menschen Gliedmaßen verloren, Verletzte getragen wurden und andere nach Angehörigen suchten. Nebst der Patienten des Al-Schifa-Krankenhauses befanden sich auch viele andere Personen dort, die vor den israelischen Luftangriffen geflüchtet waren und Schutz suchten. Viele von ihnen fanden keinen Platz im Krankenhaus und schliefen auf den Straßen.
Ein Arzt von Ärzte ohne Grenzen (Médecins Sans Frontières, MSF), der im Al-Schifa-Krankenhaus arbeitete, erklärte: „Wir standen zum Zeitpunkt des Angriffs direkt innerhalb des Krankenhaustores, als der besagte Krankenwagen vor uns getroffen wurde. Auf der anderen Seite waren überall blutige Körper. Viele von ihnen starben sofort, während wir die anderen in den Operationssaal brachten, um sie notfallmäßig zu behandeln. [...] Wir haben wiederholt zu einem sofortigen und umfassenden Waffenstillstand aufgerufen, zum Schutz von Gesundheitseinrichtungen sowie von medizinischem Personal, Patienten und Menschen, die dort Schutz suchen.“

## Verdacht auf Kriegsverbrechen
Mehrere Quellen äußerten die Besorgnis, dass der israelische Luftangriff ein Kriegsverbrechen darstellen könnte. Angriffe auf medizinische Einrichtungen, einschließlich Krankenwagen, können eine Verletzung des Internationalen humanitären Völkerrechts darstellen.

### Anwesenheit von Hamas-Kämpfern
Das israelische Militär bestätigte den Angriff und erklärte, dass einer der Krankenwagen von einer „Hamas-Terroristenzelle“ genutzt worden sei. Israel behauptete außerdem, dass Hamas-Kämpfer bei dem Angriff getötet wurden. Es wurden jedoch keine Beweise für diese Behauptungen vorgelegt, und Israel erklärte, die Details mit nicht genannten „Agenturen“ geteilt zu haben. Die Hamas behauptete indes, dass sich keine ihrer Kämpfer im Krankenwagenkonvoi befunden hätten.
Human Rights Watch (HRW) erklärte, dass sie keine Beweise für eine militärische Nutzung der Krankenwagen gefunden habe. HRW interviewte mehrere Zeugen, darunter einen Journalisten der Anadolu Agency, und verifizierte, dass seine Fotos und Videos ihn zum Zeitpunkt und am Ort des Luftangriffs zeigten. Die Washington Post berichtete, dass Videoaufnahmen der Folgen „Frauen und Kinder unter den Opfern zeigten, ohne dass Waffen oder Personen in Militärkleidung zu sehen waren“.

### Anwesenheit von feindlichen Kämpfern rechtfertigt nicht zwangsläufig Angriffe
Human Rights Watch wies darauf hin, dass Krankenhäuser und Krankenwagen nach dem Internationalen humanitären Völkerrecht einen geschützten Status haben, selbst wenn sie zur medizinischen Versorgung feindlicher Kämpfer genutzt werden. Krankenwagen verlieren diesen Schutzstatus nur, wenn sie „Handlungen, die dem Feind schaden“, begehen, wie den Transport von Munition oder gesunden Kämpfern. HRW fand in diesem Fall keine Hinweise auf eine solche militärische Nutzung.
Sari Bashi, die Programmdirektorin von Human Rights Watch, erklärte, HRW untersuche den Angriff auf das Schifa-Krankenhaus. Sie wies darauf hin, dass Israel angegeben habe, Hamas-Kämpfer hätten das Krankenhaus verlassen und nicht von dort aus angegriffen. Außerdem erwähnte sie, dass Israel keinen Warnhinweis gegeben habe, bevor es den Angriff ausführte. Das seien die Regeln, denen alle Nationen der Welt zugestimmt hätten. Und nach seinen eigenen Aussagen halte sich das israelische Militär nicht an diese Regeln.

### Kinder und zivile Opfer
Unter den Opfern gab es eine Reihe von verletzten und getöteten Zivilisten, darunter Kinder. HRW erklärte, dass gezielte Angriffe auf zivile Ziele, bei denen keine militärischen Ziele vorhanden sind, verboten sind. Selbst wenn ein militärisches Ziel vorhanden gewesen wäre, könne der Angriff ein Kriegsverbrechen darstellen, da die hohe Zahl ziviler Opfer im Verhältnis zum potenziellen militärischen Nutzen unverhältnismäßig gewesen sei.

## Reaktionen
Der Generaldirektor der Weltgesundheitsorganisation, Tedros Adhanom Ghebreyesus, erklärte, er sei „zutiefst schockiert über Berichte über Angriffe auf Krankenwagen, die Patienten in der Nähe des Al-Schifa-Krankenhauses in Gaza evakuieren, was zu Toten, Verletzten und Schäden geführt hat.“ Der UN-Generalsekretär António Guterres äußerte, er sei „entsetzt“ über den Angriff. Ärzte ohne Grenzen verurteilten den Angriff auf die Krankenwagen.
Am 7. November erklärte Human Rights Watch (HRW), dass der Angriff offensichtlich unrechtmäßig war und als mögliches Kriegsverbrechen untersucht werden sollte. HRW betonte, dass Krankenwagen und andere medizinische Transporte unter allen Umständen geschützt werden müssen.
Ein Sprecher der israelischen Armee erklärte gegenüber einer israelischen Nachrichtenagentur: „Unsere Kräfte sahen Terroristen, die Krankenwagen als Fahrzeuge benutzten, um sich zu bewegen. Sie nahmen eine Bedrohung wahr und griffen entsprechend diesen Krankenwagen an.“ HRW kommentierte, dass Krankenwagen ihren Schutz nach internationalem Recht nur dann verlieren würden, wenn sie „Handlungen ausführen, die dem Feind schaden“. Der Direktor für den Nahen Osten und Nordafrika von HRW fügte hinzu: „Damit die israelischen Behörden behaupten können, dass ihr tödlicher Angriff auf einen Krankenwagen in einem dicht besiedelten Gebiet am 3. November rechtmäßig war, müssen sie mehr tun, als nur darauf zu bestehen, dass palästinensische Kämpfer einen Krankenwagen als Transportmittel genutzt haben.“ HRW fand keine Beweise dafür, dass der Krankenwagen für militärische Zwecke genutzt wurde.
Der UN-Untergeneralsekretär für humanitäre Angelegenheiten und Nothilfekoordinator, Martin Griffiths, betonte, dass Krankenhäuser nicht als Schlachtfelder behandelt werden dürfen. Er hob hervor, dass die Sicherheit von Neugeborenen, Patienten, medizinischem Personal und allen Zivilisten über allem stehen müsse.
Der Palästinensische Rote Halbmond (PRCS) veröffentlichte eine Stellungnahme, in der er erklärte: „Der PRCS betont, dass das absichtliche Zielen auf medizinische Teams einen schweren Verstoss gegen die Genfer Konventionen darstellt, ein Kriegsverbrechen ist und dass die Vertragsparteien der vier Genfer Konventionen rechtlich verpflichtet sind, den Schutz von medizinischen Teams und Zivilisten unter allen Umständen zu gewährleisten.“